# Lygodesmia juncea
Lygodesmia juncea là một loài thực vật có hoa trong họ Cúc. Loài này được (Pursh) D.Don ex Hook. mô tả khoa học đầu tiên.